# Franciszek Krzysztof Umiastowski
Franciszek Krzysztof Umiastowski herbu Roch III – cześnik brzeskolitewski od 1646 roku, poborca brzeskolitewski w 1648 roku.
W 1648 roku był elektorem Jana II Kazimierza Wazy z województwa brzeskolitewskiego.